# Короткокрылы (жуки)
Короткокрылы (лат. Necydalis) — род жуков из подсемейства усачики семейства жуков-усачей. Характерная особенность — короткие, не прикрывающие брюшко надкрылья, из-под которых полностью видны задние крылья. Сами насекомые внешне больше похожи на ос, чем на жуков.

## Систематика
- Necydalis gigantea
- Necydalis major
- Necydalis ulmi
- Necydalis indica
- Necydalis indicola
- Necydalis kukerai
- Necydalis nepalens
- Necydalis pennata
- Necydalis sachalinensis
- Necydalis mellita